# Thesis
En la mitología griega, Thesis o Tesis (en griego antiguo Θέσις) era la diosa primordial o concepto filosófico de la «creación». El nombre de Thesis, como tal, es una reinterpretación moderna y nunca aparece en los textos. Aparece nombrada como Tetis (Θέτις, Thétis) en la cosmogonía de Alcmán. El vocablo tesis (θέσις) significa, en este contexto, «disposición, ordenamiento».
Fränkel piensa que no se trata de Θέτις, sino del ático Θέσις, en una reinterpretación. John L. Penwill también interpreta a Tetis como Tesis y pone ejemplos del vocablo θέσις en la literatura arcaica. Otros aceptan Θέτις no como teónimo sino como un derivado del verbo τίθημι (títhemi), como una reinterpretación etimológica. Sea lo que fuere la presencia de la nereida Tetis en el origen y formación del mundo es inexplicable para algunos estudiosos, extraña para otros, y natural para otros.

En uno de los papiros de Oxirrinco, que contiene la cosmogonía propuesta por Alcmán, dice que al principio se establecieron varias fuerzas: «... de él Poros (Πόρος)... el viejo Tecmor (Τέκμωρ)... y la tercera la Oscuridad (Σκότος, Skótos)...». Por el comentario del texto se sabe que se proponía una fase más antigua en que había una «materia» o sustancia original confusa y mezclada. Más tarde se ubicaría una ulterior diferenciación, operada por Tetis: 
«... De todo... después de eso un límite nació..., de ahí... una abertura desde... Así pues, cuando la materia comenzó a ser puesta en orden nació una cierta abertura como principio... En efecto, Alcmán dice que la materia de todas las cosas es confusa e informe. Luego dice que nació una cierta naturaleza que puso en orden todas las cosas; a continuación nació una abertura, y aparecida la abertura, el límite siguió de inmediato: la abertura es como el principio y el límite por lo tanto el fin. Nacida Tetis (Thesis), principio y fin de todo nacieron, y todas las cosas tienen su naturaleza semejante a la materia del bronce, mas Tetis a la del artesano, la abertura y el límite al principio y al fin».
El poder de los tres dioses —Tetis, la creación; Poros, el sendero del camino, y Tecmor, el final de la senda—, acabaría formando a otra generación de dioses primordiales: «el día (ἆμαρ, amar), la luna (σέλανα, selana), y tercera la obscuridad (σκότος, skótos): los destellos o estrellas (μαρμαρυγαί, marmarugas). El día, no solo, sino con el sol. Al principio existía únicamente la obscuridad, después una vez diferenciada...».
Paralelos de Thesis los encontramos en la Naturaleza (Φύσις, Phýsis) es una «diosa creadora de todas las cosas». Homero se refiere a «Océano, progenie de los dioses, y a la madre Tetis», a guisa de dioses primordiales y origen del resto de deidades. Finalmente Platón, que usa la forma Metis como un nombre masculino, dice que Poros (aquí entendido como el «Empeño») es hijo de Metis.